# Kenilworth (roman)
Pour les articles homonymes, voir Kenilworth (homonymie).
Kenilworth (en anglais, Kenilworth; A Romance) est un roman historique de l'auteur écossais Walter Scott, paru le 15 janvier 1821 sous la signature « par l'auteur de Waverley ». Il s'inspire très librement de la mort suspecte d'Amy Robsart le 8 septembre 1560. Il transpose cet événement en 1575, année où Élisabeth Ire est reçue avec un faste inouï au château de Kenilworth.
Robert Dudley, favori d'Élisabeth, est partagé entre une ambition dévorante et son amour pour Amy Robsart. Il épouse en secret cette dernière. Mais la jeune femme supporte mal d'être tenue recluse dans un manoir. Elle s'enfuit. Elle gagne le château de Kenilworth, où son mari s'apprête à recevoir la reine.

## Genèse

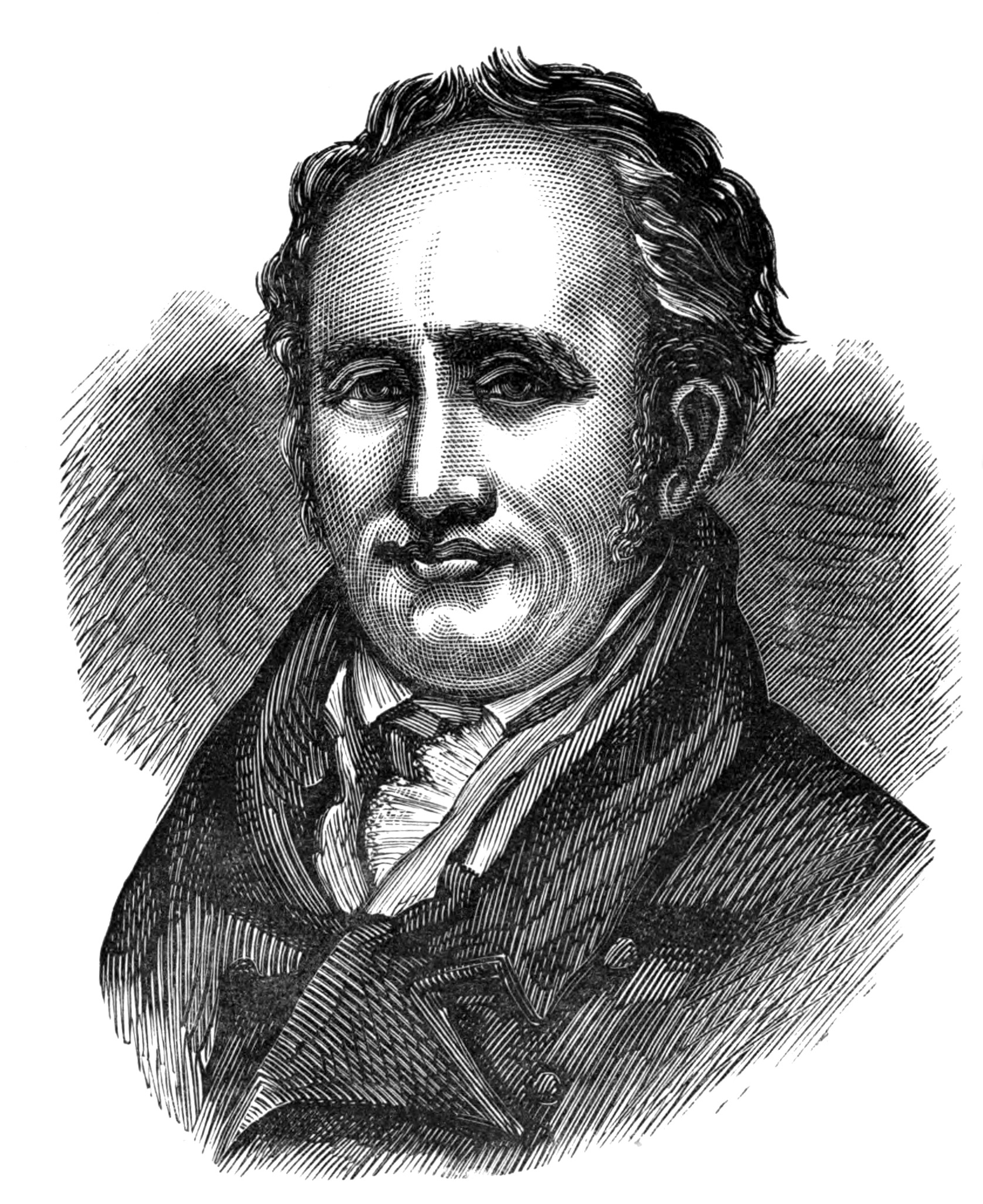
Archibald Constable.

Le 8 novembre 1819, Scott propose à ses éditeurs de donner une suite au Monastère. Le roman, dont le titre reste à trouver (ce sera L'Abbé), fera revivre l'Écossaise catholique Marie Stuart. Fin décembre 1819 ou début janvier 1820, l'éditeur Archibald Constable suggère à l'auteur de consacrer un livre à l'Anglaise protestante Élisabeth Ire, la meurtrière de Marie. Le roman s'intitulerait L'Armada, et parlerait de la tentative espagnole d'invasion de l'Angleterre en 1588.
Scott accepte d'écrire un roman sur Élisabeth. Il préfère néanmoins évoquer une affaire du début du règne, celle de la mort d'Amy Robsart en 1560. Le livre s'intitulerait Cumnor Hall, du nom du manoir où eut lieu la mort suspecte. Constable fournit à Scott une importante bibliographie, et lui conseille un autre titre, Kenilworth, que l'auteur adopte. Le contrat est signé le 18 janvier 1820, alors même que Le Monastère n'est pas fini et que L'Abbé n'est pas commencé.
Scott termine Le Monastère fin février et L'Abbé en août. Il demande quelques semaines de délai avant de commencer Kenilworth. Il le finit le 27 décembre 1820.

### Sources
Scott connaît depuis l'enfance l'histoire de la mort d'Amy Robsart. Il l'a découverte dans Cumnor Hall (1784), une élégie de William Julius Mickle (en) dont il cite les derniers vers à la dernière page de Kenilworth. Il dit aussi avoir trouvé « l'esquisse de cette histoire » dans Antiquities of Berkshire (1665) d'Elias Ashmole.
Il connaît bien les sources historiques de l'ère élisabéthaine pour avoir travaillé à des éditions scolaires de livres consacrés à cette période. Mais les sources littéraires ont aussi leur importance. L'intrigue et le langage de Kenilworth doivent beaucoup au théâtre du temps d'Élisabeth et de Jacques Ier, notamment à Macbeth et à Othello, de Shakespeare.
Pour la réception de la reine à Kenilworth, l'auteur se documente dans le livre de John Nichols (en), The Progresses and Public Processions of Queen Elizabeth (1788). Il a visité les ruines du château en 1815. Il en trouve un plan ancien dans Antiquities of Warwickshire (1656) de William Dugdale.

### Publication
Le Monastère et L'Abbé ont pour éditeur principal le Londonien Longman, et pour coéditeur londonien Hurst, Robinson, and Co. L'éditeur habituel de Scott, l'Écossais Archibald Constable, n'est que coéditeur pour ces deux livres, avec pour partenaire écossais l'imprimeur Ballantyne. On a prévu qu'il en irait de même pour Kenilworth. Mais un désaccord s'installe entre Longman et Constable. Le divorce est consommé en octobre 1820. Constable redevient éditeur principal, avec Ballantyne comme coéditeur écossais et Hurst, Robinson, and Co comme coéditeurs anglais.
Kenilworth; A Romance paraît en trois volumes le 15 janvier 1821 à Édimbourg, et le 18 à Londres. Il porte la signature by the Author of Waverley (« par l'auteur de Waverley »). En appendice, figure un plan du château.
En 1831, dans l'édition de langue anglaise de ses œuvres complètes, Scott fait précéder Kenilworth d'une introduction.

## Cadre historique

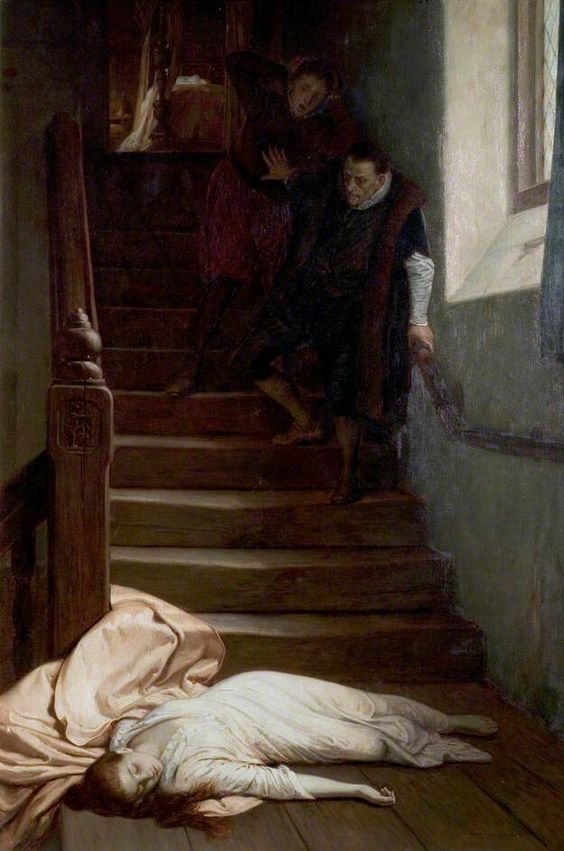
Mort d'Amy Robsart.

### La mort d'Amy Robsart
Élisabeth repousse tous les prétendants, au nombre desquels Philippe II roi d'Espagne, Charles II d'Autriche et Éric XIV de Suède. En avril 1559, elle règne depuis cinq mois lorsque le bruit se répand qu'elle entretient une liaison avec Robert Dudley. Celui-ci a épousé neuf ans plus tôt Amy Robsart. Sans que l'on en connaisse bien la raison, les deux époux vivent loin l'un de l'autre et n'ont pas d'enfant. Depuis un an et demi, on sait Amy atteinte d'un cancer du sein. Ses jours, dit-on, sont comptés. Le 8 septembre 1560, elle est retrouvée morte, le cou brisé, au pied d'un escalier, dans le manoir de Cumnor Place.
L'enquête conclut à un accident. Les ennemis de Dudley propagent la rumeur d'un meurtre sur ordre du mari, afin d'épouser la reine. Une tradition locale veut qu'il s'agisse d'un excès de zèle d'un serviteur de Dudley : c'est la version que va retenir Scott. Plus récemment, on a pu songer à un suicide.
Cet événement fait croire que la reine et son favori sont secrètement fiancés ou mariés. Le scandale est grand. Élisabeth risque sa couronne. Elle comprend qu'elle doit renoncer à épouser Dudley. Celui-ci intrigue encore pour devenir roi. L'idée de son mariage avec la reine réapparaît de temps à autre, puis elle est abandonnée. Dudley reste néanmoins le confident très influent d'Élisabeth. En 1564, la reine le fait comte de Leicester.

### La dernière visite d'Élisabeth à Kenilworth
Élizabeth fait plusieurs visites au château de Kenilworth, propriété de Dudley. La dernière, celle du 9 juillet 1575, est célèbre par la magnificence déployée par le maître des lieux. Élisabeth reste 19 jours. Ce sont les festivités les plus coûteuses des 45 ans de son règne. Selon l'historienne Elizabeth Goldring, il s'agit pour Dudley de la « tentative de la dernière chance, après quinze ans d'efforts, pour gagner la main de la reine ».

## Dates et lieux du récit

### Dates
Scott groupe sur une courte période des événements qui se sont déroulés à des années de distance. Il les situe non pas en 1560, date réelle de la mort d'Amy Robsart, mais en 1575, année de la réception de la reine à Kenilworth. Plusieurs indications de l'auteur le confirment : Élisabeth règne depuis 18 ans et Marie Stuart est captive depuis sept ans. Scott fait aussi du mariage d'Amy et de Dudley quelque chose de récent (historiquement, il a eu lieu dix ans avant la mort d'Amy) et de secret (historiquement, il n'avait rien de secret).
L'anachronisme le plus surprenant est la renommée de Shakespeare. En 1575, il n'avait pas plus de onze ans. Dans le roman, il est déjà un poète dont tout le monde parle à la cour. Un personnage, Wayland, cite trois vers de La Tempête, pièce qui sera écrite vers 1611.

### Lieux

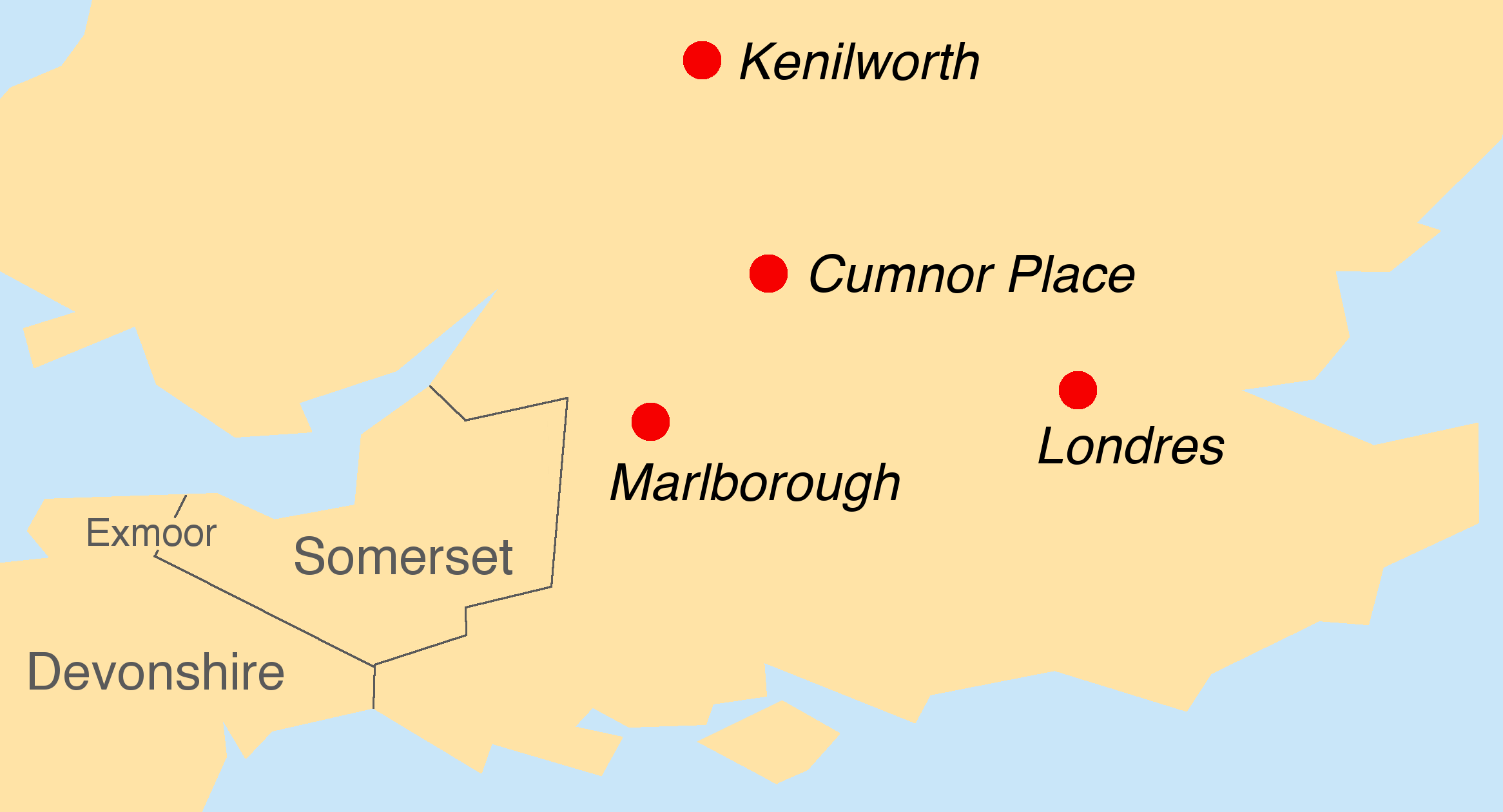
Lieux du récit.

Le manoir de Cumnor Place se trouvait à Cumnor, à 90 km au nord-ouest de Londres, à 6 km au sud-ouest d'Oxford. Considéré comme hanté, tombant en ruine, il est détruit vers 1810.
Le château de Kenilworth, dont on peut toujours voir les ruines, est à 70 km plus au nord, à Kenilworth, dans le Warwickshire, à 10 km au sud de Coventry.
Marlborough est une petite ville du Wiltshire.
Dans le roman, le père d'Amy Robsart, sir Hugh, vit dans un château appelé Lidcote Hall. Scott situe celui-ci à la limite du Somerset et du Devonshire, à l'orée de la forêt d'Exmoor. Dans la réalité, le père d'Amy, sir John, vivait non pas au sud-ouest du pays, mais à l'est, dans le comté de Norfolk.

## Résumé

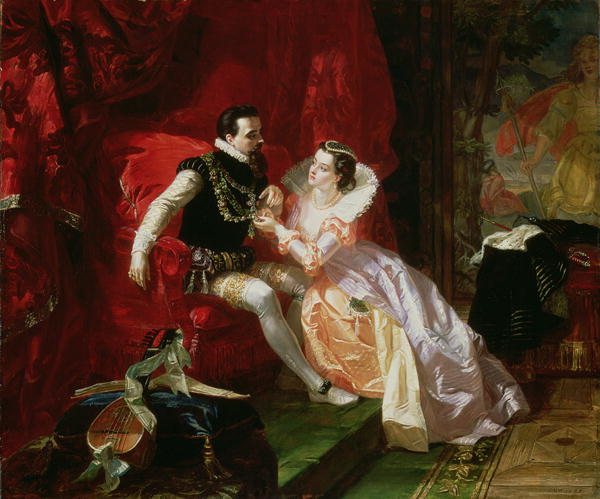
Robert Dudley, comte de Leicester, et Amy Robsart dans le salon de Cumnor Place.

Le jeune Tressilian aime la belle Amy Robsart qui l'estime, mais ne l'aime pas. Amy est enlevée à son père par Richard Varney. Tressilian part à leur recherche. Il ignore que Varney n'a enlevé Amy que pour lui permettre d'épouser secrètement Robert Dudley, comte de Leicester, favori de la reine Élisabeth. Craignant le déplaisir de la reine, Leicester est contraint de cacher son épouse à Cumnor Place, vieux manoir où il ne la voit que de temps à autre. Supportant mal cette réclusion, Amy s'impatiente. Elle aimerait parader à la cour. Leicester, estimant avoir obtenu tout ce qu'il pouvait espérer en matière de rang et de fortune, envisage parfois de quitter la vie publique pour se consacrer à son épouse. Mais bien vite il revient à ses projets ambitieux.
La reine apprend l'enlèvement d'Amy. Elle fait comparaître Varney. Celui-ci prétend avoir agi pour son propre compte, à l'insu de son maître, et avoir épousé Amy. Leicester semble tiré d'affaire. Non seulement il n'a pas été soupçonné un seul instant, mais sa faveur semble plus établie que jamais. Chacun voit en lui le futur roi d'Angleterre.
Cependant, la curiosité d'Élisabeth est piquée. Elle annonce à Leicester qu'elle lui rendra visite bientôt dans son château de Kenilworth. Tressilian — à qui Amy était promise par son père — devra s'y trouver. Varney devra s'y trouver. Amy devra venir également, et se disposer à paraître devant la reine.
Varney fait appel à l'empoisonneur Alasco. Il lui demande d'administrer à la jeune épouse de la « manne de saint Nicolas » en doses juste suffisantes pour provoquer un état de langueur qui lui interdira tout déplacement.

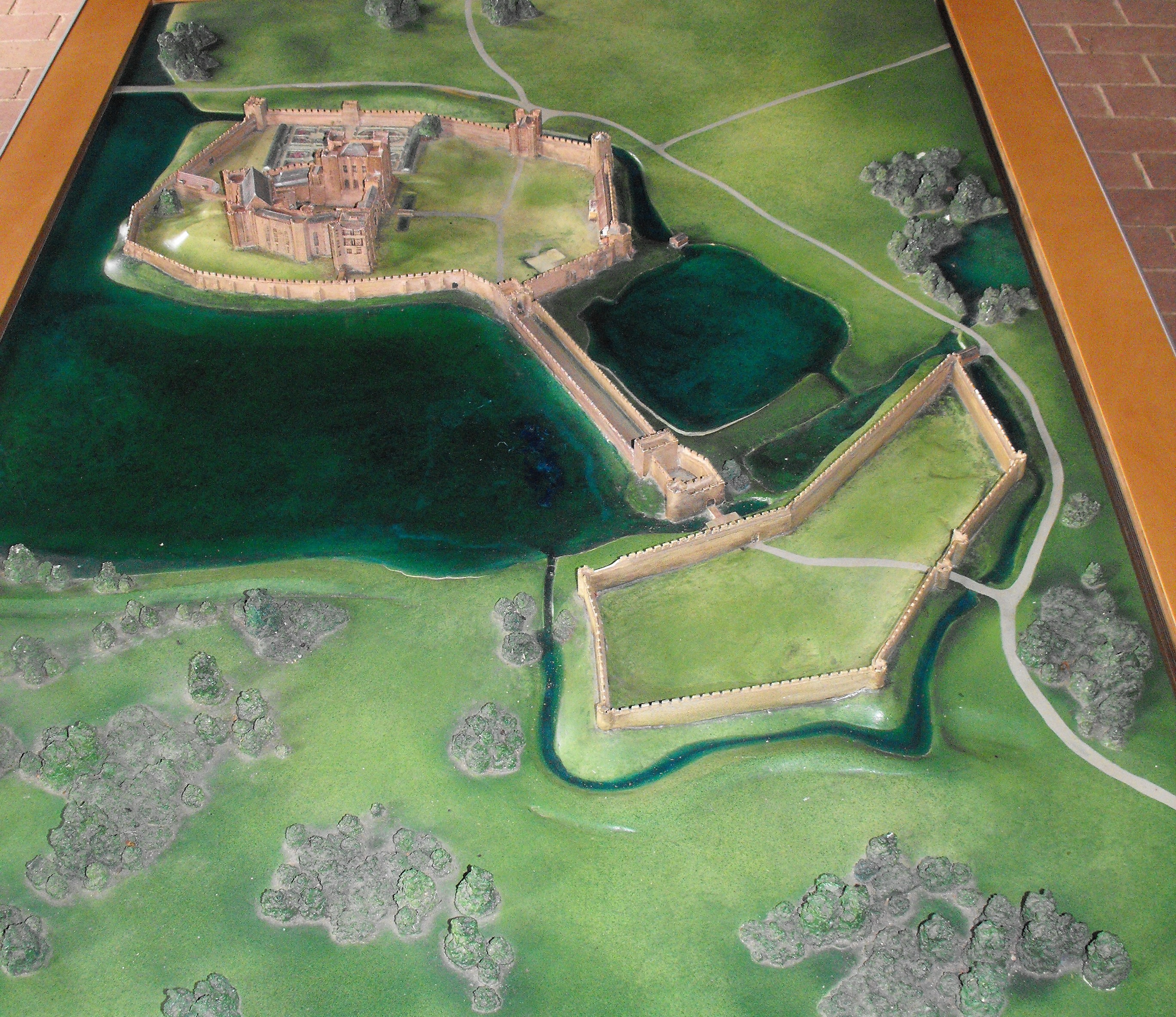
Maquette du château de Kenilworth en 1575. La reine arrive à cheval en traversant le parc (à droite), puis en franchissant le pont qui mène à la.

Chargé par Tressilian de surveiller Cumnor Place, le maréchal-ferrant et médecin Wayland fournit un antidote à Amy, puis l'aide à s'enfuir. Tous deux se mêlent à une troupe de comédiens qui se rendent à Kenilworth. Amy compte bien mettre les choses au point avec son mari. Mais, à mesure qu'elle approche du gigantesque château, noyée dans l'effervescence populaire, dans les chariots et le bétail qui convergent vers des fêtes somptueuses dont elle est soigneusement exclue, elle prend conscience avec une horreur croissante de la réalité de sa situation.
Wayland et Amy réussissent non sans mal à pénétrer dans le château. Wayland corrompt un garde pour obtenir une chambre. Il y cache sa protégée, sans savoir qu'il s'agit de la chambre attribuée à Tressilian. Amy charge son compagnon de voyage de porter une lettre à Leicester.
Tressilian découvre Amy dans sa chambre. Comme elle attend les effets de sa lettre, la jeune femme lui fait jurer de ne rien dire à personne pendant vingt-quatre heures. Mais un garnement, Flibbertigibbet, a chapardé la lettre à Wayland. Et ce dernier ne peut rien faire de plus pour Amy, car il est l'objet de menaces — tant de la part de l'ingrat Tressilian que de celle d'un dangereux sbire de Varney —, puis chassé de Kenilworth.

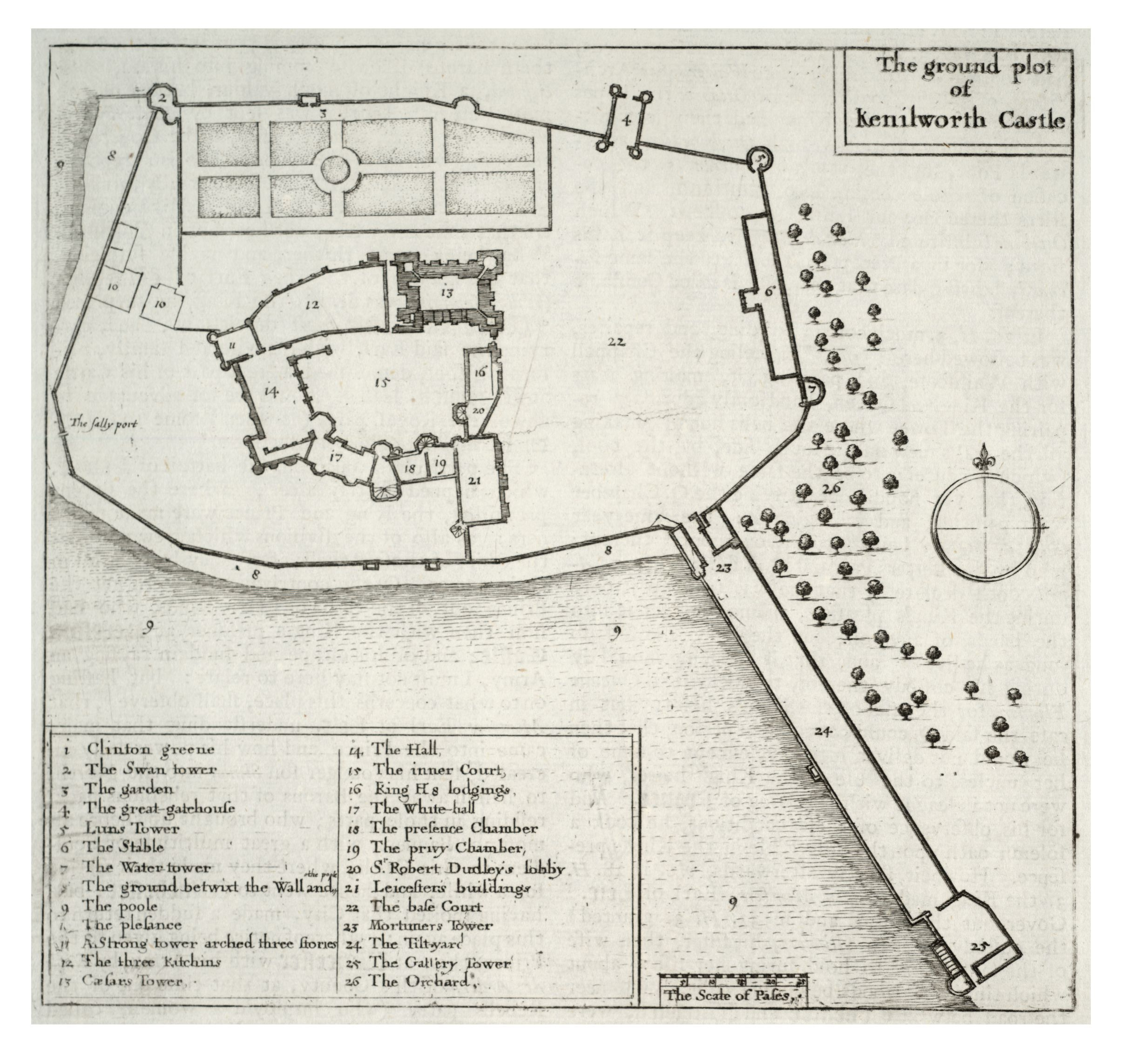
Plan du château de Kenilworth, établi au XVIIe siècle.

La reine arrive au château. L'absence d'Amy lui est expliquée par une maladie qui la retient à Cumnor. Tressilian ne peut démentir, en raison de son serment.
La reine rencontre par hasard Amy, qu'elle croit folle, mais qu'elle pense toujours épouse de Varney.
Amy peut enfin parler à son mari. Le sachant très attaché à Varney, elle ne lui révèle pas les manigances crapuleuses de celui-ci. Mais Varney sait qu'il ne perd rien pour attendre, et que l'un des deux doit périr : lui ou la jeune femme. Il dépeint donc à Leicester une Amy complice et maîtresse de Tressilian. Il peut produire des témoins, qui ont vu Amy dans la chambre de Tressilian. Dans la fureur de cette découverte, Leicester en vient à exiger la mort d'Amy. Varney emmène aussitôt celle-ci à Cumnor, pour exécuter l'ordre au plus vite, avant que le versatile Leicester ne change d'avis.
Déchiré par le remords, Leicester charge un messager de rattraper Varney, et de lui remettre l'ordre de surseoir à l'exécution. Varney tue le messager.
Interprétant mal tout ce que peut lui dire Tressilian, Leicester provoque celui-ci en duel. Il arrive à le désarmer. Il va le tuer, quand son bras est arrêté par le jeune Flibbertigibbet, qui lui remet la lettre dérobée à Wayland : Amy, dans cette lettre, disait tout sur Varney, qui avait tenté odieusement de la séduire ; elle expliquait aussi la tentative d'empoisonnement dont elle avait été l'objet à Cumnor Place. Wayland arrive à son tour, qui confirme, et Tressilian peut enfin se justifier.
Le comte de Leicester veut rendre justice à son épouse. Il avoue tout à la reine, à un détail près : l'ordre qu'il a donné de tuer Amy. Il est du reste convaincu que son contre-ordre est bien arrivé. Élisabeth lui interdit de se rendre lui-même à Cumnor Place. C'est Tressilian qui doit y aller. Mais il arrive trop tard. Amy est morte.

## Personnages

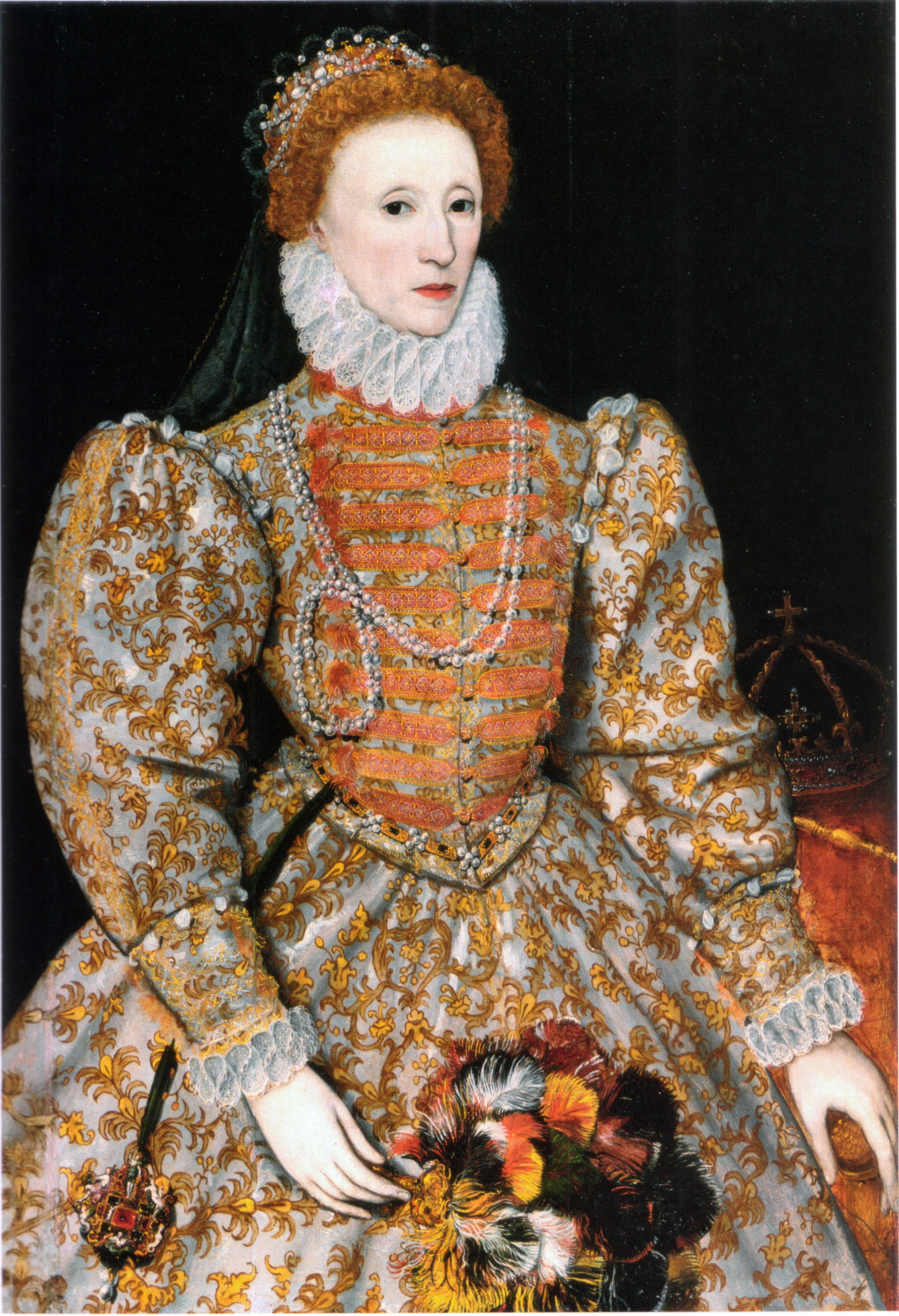
Élisabeth Ire, vers 1575.

Henri Suhamy reproche au livre sa tristesse et sa misanthropie : le lecteur ne rencontre pas un personnage pour lequel il puisse éprouver de la sympathie. Amy, malgré son courage, est « frivole, vaniteuse, butée, égoïste, froidement dénuée de scrupules ». Le comte de Leicester (Robert Dudley), derrière son masque de grand seigneur, est veule, médiocre, calculateur. Tressilian est « sottement épris d'une femme qui ne lui appartient pas ». La reine est une « virago en grand apparat ». Et les figures grotesques que l'on trouve parmi les personnages secondaires ne viennent pas rehausser l'humanité. Suhamy ne voit dans Kenilworth que des « marionnettes humaines » laissant « une effrayante impression de vacuité ». Selon lui, il n'y a pas d'autre exemple dans Scott « d'une telle dureté dans le regard, à peine atténuée par la rondeur coutumière du ton. »
- Giles Gosling, aubergiste à l'enseigne de L'Ours noir, constable du bourg de Cumnor. Une cinquantaine d'années, bonne mine, ventre arrondi. Honnête homme, « modéré dans ses écots, exact dans ses paiements, prompt à la répartie », zélé partisan de la reine Élisabeth et de la religion protestante.
- Michael Lambourne, neveu de Giles Gosling. Fanfaron, menteur, peu courageux — si ce n'est pour faire le mal. Coquin déterminé, avide, cruel de sang-froid, « professeur des sept sciences damnables ». Il a voyagé à l'étranger pendant dix-huit ans, sur terre et sur mer, comme soldat et comme pirate. Il vit du jeu. Simple et grossier, mais susceptible. Affichant de grandes prétentions aux égards et prévenances, il n'obtient aucun respect. Il a, de son propre aveu, une « conscience intrépide ». Incapable de se montrer hypocrite en matière de religion. Ivrogne. Quand il a bu, il parle avec plus d'emphase et de facilité, ne pouvant s'empêcher d'attirer bruyamment l'attention sur les lourds secrets qu'on lui a confiés[24].
- Lawrence Goldthred, un des premiers merciers d'Abingdon, ami d'enfance de Michael Lambourne. Gaillard bien bâti, aux manières de boutiquier, à face de pouding souriant sans trop savoir pourquoi, du « sourire d'un singe qui convoite une châtaigne », toujours empressé de briller aux yeux des dames dans l'espoir de leur vendre ses marchandises. Se laisserait chasser par un hanneton. Prétentieux, pimpant. Se considère comme un des plus jolis garçons du comté de Berk.

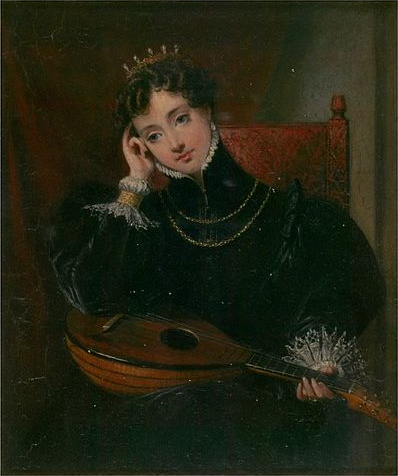
Amy Robsart, vue par Charles Robert Leslie vers 1833. On n'a pas conservé de portrait d'époque.

- Edmund Tressilian, gentilhomme cornouaillais, 25 à 30 ans. Il aime Amy Robsart, qui l'estime et qui ne l'aime pas. Ni faux, ni bas, ni égoïste, selon Amy ; mais franc, vrai, loyal, généreux, incapable de rendre le mal pour le mal. Tranquille et réfléchi, il aime la solitude et la rêverie. Savant, il vit dans les livres. Grave, lugubre, un regard mélancolique. Toujours triste et pensif, même quand il a bu. Traîne sans répit la misère d'une passion malheureuse, poursuit sans cesse une ombre, remâche un « éternel retour vers un rêve cruellement interrompu ». Se donne beaucoup de peine, selon Giles Gosling, « pour une femme qui ne se soucie pas de lui ». Dans un monde de roués et de canailles en dentelles, ses exigeantes vertus font de lui un inadapté. Objet de commisération ou de dérision, il est exclu du jeu social. « Jeune d'années, mais vieux de chagrins, il mourut d'une mort précoce dans une terre étrangère[26]. »
- Tony (Anthony) Foster, dit Tony Allume-fagots. « Gros sourcils, tête de bœuf et jambes cagneuses. » D'abord papiste de Marie Stuart, il est impliqué dans l'exécution des protestants Latimer et Ridley. Puis, ayant épousé une pure précisienne très rigoriste, il est « appelé dans les rangs des élus ». Richard Varney lui laisse la jouissance du manoir et du domaine de Cumnor Place, et lui fait miroiter de transformer ce bail en titre de propriété. D'humeur sombre. Un air renfrogné, sournois. Un esprit lourd, mais une profonde sagacité, une ténacité infatigable, une malignité naturelle bien exercée. Hypocrite coquin, égoïste et superstitieux. Une « foi absurde » et une « pratique criminelle », selon Richard Varney[27].
- Cicely, fille de Giles Gosling, jolie, aussi fraîche qu'aucune fille d'Angleterre, « beauté brûlée par le soleil, en état de résister à la pluie et au vent ».

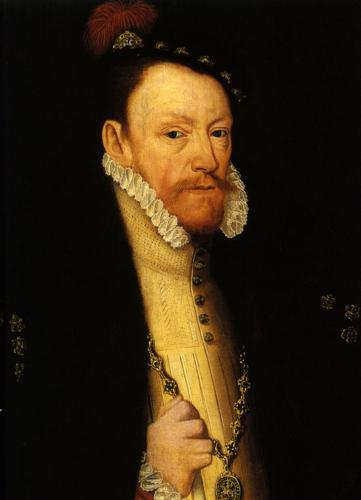
Thomas Radclyffe (Ratcliffe, dans le livre), 3e comte de Sussex.

- Amy (Amelia) Robsart, pas plus de 18 ans[28], belle comme un ange, épouse secrète de Robert Dudley, comte de Leicester. Esprit léger, ennemi de l'étude. Enfant gâtée, elle n'a de goût pour aucune occupation. Fière, vaniteuse, ambitieuse, capricieuse, méprisante, égoïste, futile, frivole. Aime le luxe et la parure, fait l'emplette de colifichets. Aimerait paraître à la cour. Habituée à n'avoir que des désirs à former, laissant aux autres le soin de les satisfaire. Aussi est-elle irrésolue, entièrement dépourvue de présence d'esprit, incapable d'analyser, incapable de se tracer un plan de conduite prudent et raisonnable, incapable d'agir par elle-même. Pourtant, elle a une âme courageuse et un tempérament fort. Portée, par son éducation, à la franchise et à la naïveté. Sa douceur naturelle la préserve de l'aigreur et de l'orgueil. Elle paraît docile. Mais, croit-elle son honneur intéressé, elle s'enflamme, elle éclate. Une confiance aveugle dans son mari. Personnage historique.

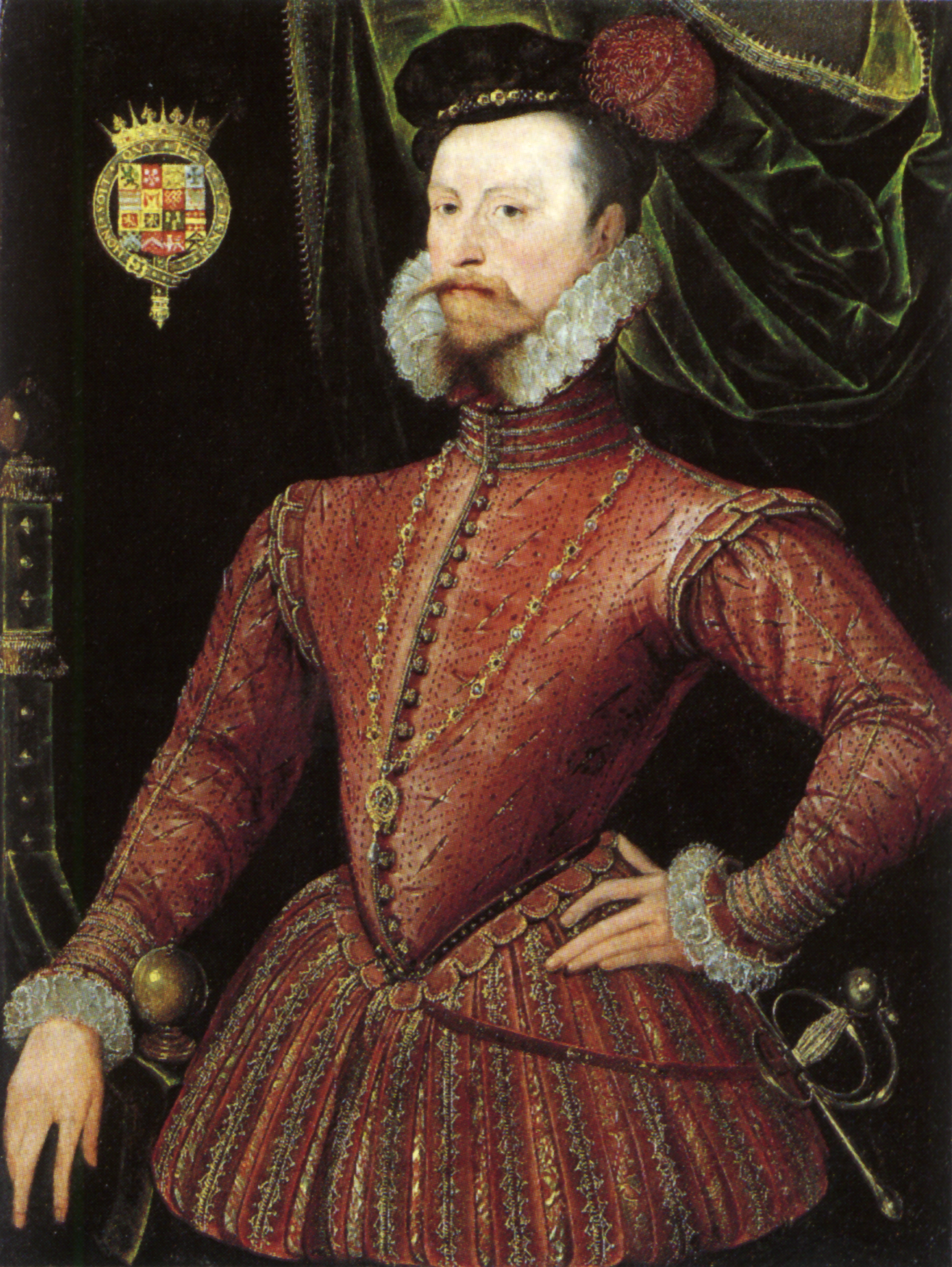
Robert Dudley, vers 1575.

- Richard Varney. Premier écuyer et favori du comte de Leicester, qui lui a donné tous les biens de l'abbaye d'Abingdon. Ne croit ni à Dieu ni à diable. Ayant réussi à étouffer le remords dans son âme, il est passé de l'athéisme à une complète insensibilité morale. Plutôt actif et intelligent qu'ami des plaisirs. Des facultés peu communes, dont il ne consacre l'énergie qu'à l'accomplissement des plus noirs desseins. Scélérat endurci, rancunier, caustique. Faux, venimeux, rapace et cruel, selon Mumblazen. « Démon plus méchant que je l'ai été moi-même », selon l'empoisonneur Alasco. « Un cœur plus noir que l'abîme le plus ténébreux de l'enfer », selon Amy. A le don de l'hypnose, technique employée pour soumettre les déments, à l'hôpital Saint-Luc[29]. Habile à dissimuler ses sentiments sous le voile de la politesse, pour découvrir ceux des autres. Plein d'aisance et d'effronterie. Peu scrupuleux. Adroit, imaginatif, fécond en expédients. Pilote habile dans le danger. Manque de grâce, mais une sorte de tact et une habitude du monde y suppléent jusqu'à un certain point. Le diable lui a donné « cette sorte d'éloquence qui plaide le mieux dans une mauvaise cause. » Un attachement intéressé à son protecteur : il tient plus que tout à devenir le favori d'un roi. Aussi est-il farouchement attentif à ce que Leicester ne sacrifie pas son ambition à l'amour. Mais lui-même a commis une faute qui peut lui coûter cher : il a tenté de séduire Amy.
- Janet, fille de Tony Foster. Jeune, jolie, austère et intelligente suivante d'Amy. Non informée des entreprises de son père. Des yeux noirs qui pétillent de vivacité « en dépit de tous ses efforts pour paraître grave ».
- Hugh Robsart de Lidcote, père d'Amy. En réalité, le père d'Amy s'appelait John Robsart de Syderstone.

- Robert Dudley, comte de Leicester[15], grand écuyer de la reine, champion de la foi protestante, seigneur le plus puissant d'Angleterre. Autrefois prétendant à la main de Marie Stuart, aujourd'hui à celle d'Élisabeth. Époux d'Amy Robsart. Personnage historique. Scott choisit de le présenter comme la dupe d'un scélérat et rongé par le remords, plutôt que comme le misérable endurci que certains de ses contemporains décrivent, « d'une perversité trop répugnante, dit Scott, pour être placé dans une fiction[30] ». Orgueilleux, ambitieux, dissimulé. Du tact et du discernement. Discret et prudent. Un esprit subtil et inventif. Politique profond. Courtisan accompli. Il cherche à s'appuyer sur la rigide et scrupuleuse secte des puritains. On lui accorde des principes d'honneur et de noblesse, mais sa suite est composée de vrais brigands. Bien fait, plein de grâce. D'une adroite galanterie. Paraît mieux établi que Thomas Ratcliffe dans les bonnes grâces de la reine. Mais, en raison de la politique d'équilibre instaurée par Élisabeth, il n'est pas assuré de triompher des prétentions de son rival. N'est pas superstitieux, sauf en ce qui concerne l'astrologie. Lâche et souple casuiste. Donne souvent le change à sa conscience par l'excuse d'une prétendue nécessité politique. Pour évoquer son intérêt personnel, parle volontiers d'« amour de la patrie » et de « ce qu'exige le bien public ». Sa cruauté envers sa femme prend à ses yeux « une couleur de justice, de générosité même et de modération[31] ».
- Thomas Ratcliffe, comte de Sussex. Un extérieur défavorable, des traits fortement prononcés. Parent de Tressilian. Rival de Dudley dans la faveur d'Élisabeth. D'une famille plus ancienne et plus honorable que celle de son rival. Pair de plus ancienne création que lui. Homme de guerre habile, d'une loyauté reconnue, il a rendu à la reine plus de services que Dudley. Mais il est moins agréable aux yeux de la femme : on est en temps de paix, l'heure est aux habits de satin. Personnage historique.
- Élisabeth, reine d'Angleterre. Noble et digne. Le sentiment des convenances. De l'esprit, de la sagesse, beaucoup de délicatesse. Impétueuse, elle a quelque chose du caractère de son père Henry. Son regard intimiderait un lion. En sa présence, toutes les paroles doivent être « sucrées et miellées comme si elles sortaient de la boutique d'un confiseur ». Son juron favori : « Par la mort de Dieu[32] ! » Mêle à ses caprices du bon sens et une adroite politique, ce qui fait d'elle une très grande reine. Ses vertus l'emportent de beaucoup sur ses défauts, et ses sujets en profitent. Mais ses proches sont souvent exposés « à ses caprices et aux violences d'un esprit naturellement jaloux et despotique » : sa mobilité de caractère est redoutable à ceux auxquels elle est attachée par le cœur — épargnant les grands et sages ministres. Peu disposée à permettre à un courtisan de lui préférer une autre femme. Aime à gouverner au moyen des factions, se réservant le pouvoir d'accorder la prépondérance à l'une ou l'autre, suivant que l'exige la raison d'État ou son caprice : assez faible pour avoir un favori, elle prévient ainsi les fâcheux effets de cette faiblesse. Accepte les gages d'amour, et en donne. Recevant des sonnets, elle y répond. Pousse la galanterie jusqu'au terme où elle va devenir échange de tendresse, mais pas plus loin. Personnage historique. Élisabeth avait 27 ans à la mort d'Amy Robsart. Dans le roman, où l'action est concentrée sur l'année 1575, elle a 41 ans.
- Dick (Richard) Sludge, dit Flibbertigibbet, environ 14 ans. Laid. D'esprit vif et hardi. Espiègle, malicieux, mais fidèle envers ceux à qui il s'attache. Observe tout, s'informe de tout. Espionne les autres, puis se mêle de leurs affaires. S'il ne livre jamais un secret, il travaille toujours à faire échouer les projets qu'on lui cache.
- Docteur Doboobie, dit Démétrius, dit Alasco. « Vieux vendeur de mort-aux-rats, petit vieillard aussi sec et ridé que les copeaux dont le diable se sert pour faire chauffer sa soupe. » Des yeux noirs, vifs et perçants, d'une expression maligne et farouche, des yeux de rat. Professant les sciences mystiques, il est à la fois empoisonneur, médecin charlatan, alchimiste et astrologue. Pratique la magie blanche. Millénariste. A su berner toute la confrérie de la Rose-Croix. Étudie la théologie du diable et recherche la pierre philosophale. « Dupe de sa propre imagination et infatué de son savoir en chimie, il dépensa en se trompant lui-même l'argent qu'il avait gagné en trompant les autres[33]. » En pratiquant les sciences occultes, il recueille les secrets de clients puissants, et finit par recevoir des menaces. Un jour, selon une rumeur, le diable est venu réclamer son bien, et l'a emporté.
- Lancelot Wayland, ou le maréchal du diable. Une trentaine d'années. Gaillard alerte, éveillé, hardi jusqu'à l'effronterie. Loin d'être beau, mais adroit, plein d'esprit, une intelligence pénétrante et du génie inventif. Courageux, mais pas au-delà du raisonnable. Craint les chasseurs de sorciers et les hommes en armes. Change d'air, de costume et de profession quand le danger se fait trop pressant. Un genre de vie irrégulier et vagabond. Apprend d'abord l'art du maréchal-ferrant. Lassé, il se fait jongleur pendant six ans, colporteur de temps à autre, puis comédien, puis le domestique du docteur Doboobie. S'étant approprié les secrets de médecine de ce dernier, il devient meilleur praticien que lui, et s'attire sa jalousie. Utilise des remèdes pour chevaux lorsqu'il s'agit de soigner les humains. Il guérit, mais il a peu de patients, car il est soupçonné lui aussi d'être ligué à Satan. Il redevient maréchal-ferrant, vivant comme une bête dans une cachette souterraine, se disant gardien du château de cristal de la Lumière, seigneur du Lion vert et maître du Dragon rouge. Recherché pour sorcellerie. Se met alors au service de Tressilian.
- Alison La Grue, maîtresse de l'auberge de Marlborough, « diable incarné que l'on trouve sans cesse et partout, à la table et au lit », selon son mari.
- Goodman La Grue, propriétaire de l'auberge de Marlborough. Alison daigne « l'honorer du titre d'époux ». Personnage insignifiant, pacifique. Une taille de travers, la démarche boiteuse, long cou et visage niais. Poule mouillée qui se cache la tête sous le tablier de sa femme.
- Gaffer Pinniewinks, vieux tortionnaire de sorcières, armé de pinces et de poinçons.
- Simpkins de Rimombrun. Sa femme était consolée par le curé, du temps des papistes[34].
- La dame Crank, vieille blanchisseuse papiste. N'est plus bonne à être consolée, si elle l'a jamais été[35].

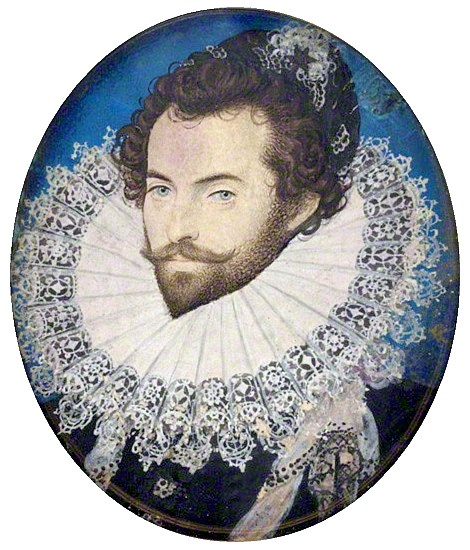
Walter Raleigh, en 1585.

- Michael Mumblazen, vieillard maigre et ridé, dont les joues ressemblent à deux pommes sur lesquelles l'hiver a passé. Célibataire de bonne famille, mais peu riche, parent éloigné des Robsart. « Honore de sa présence », depuis vingt ans, le château de sir Hugh. Une science profonde de l'héraldique, des généalogies et des dates historiques s'y rapportant. Entremêle ses propos courants de termes de blasonnement. Très sentencieux. Sagace, taciturne. Donne avec précision et brièveté des avis dignes d'attention : comme dit le piqueur, il lève le gibier quand les autres battent les buissons. Sacrifie spontanément vingt ans d'économies pour venir en aide à son hôte.
- Nicholas Blount, premier écuyer de Ratcliffe. Prudent et circonspect, simple, honnête, mais gauche. Du bon sens, mais pas la moindre dose d'imagination ou de vivacité. Une maladroite vanité. Aime les harengs d'Yarmouth et l'ale.
- Walter Raleigh, dit « le chevalier du manteau », officier de la maison de Ratcliffe. À peine vingt ans, cadet d'une honorable famille du Devon. A servi vaillamment en Irlande. Bien fait, cultivé, valeureux, galant. Esprit délié. Ferme, entreprenant, réfléchi, prompt à décider. De la discrétion. Du jugement. Imaginatif. Beau diseur. Possédant d'instinct l'art du courtisan, il sait parfaitement doser l'humilité et la flatterie. Dès son premier jour à la cour, il y semble dans son élément naturel. Personnage historique.
- Tracy, gentilhomme de la suite de Ratcliffe. Aime les boudins noirs arrosés de vin du Rhin.
- Docteur Masters, médecin de la reine. Il éveillerait les sept dormants si leur sommeil n'était prescrit par une ordonnance en bonne forme.
- Lord Hunsdon, cousin de la reine. Vieillard à l'esprit épais et à l'humeur brusque, ami de la bouteille. Des « jurements superstitieux qui sentent à la fois le païen et le papiste[36] », selon le doyen de Saint-Asaph. La langue quelquefois un peu libre, mais discret.
- Thomas Ap Rice et Evan Evans, gentilshommes gallois de la suite de Ratcliffe. Aiment tous deux la soupe aux poireaux et le fromage fondu.
- Maître Bowyer, huissier de la reine.
- Robert Laneham, clerc de la porte de la chambre du conseil : armé d'une verge noire, il fustige les curieux qui voudraient écouter à la porte ou regarder par le trou de la serrure. Une cervelle d'oison. Infatué de sa dignité officielle. Vain, suffisant, présomptueux sans esprit. Personnage historique.
- Le doyen de Saint-Asaph, puritain forcené.
- Le concierge de Kenilworth, géant lourd et farouche, armé d'une massue aux pointes d'acier. Aucune mémoire. Chargé d'un compliment pour la reine.
- Lawrence Staples, grand geôlier de Kenilworth. Plus de six pieds de haut. Gaillard mal bâti, aux yeux louches. Craint les revenants. Combat cette crainte à l'eau-de-vie.

## Thème principal
Tout au long du livre, l'égoïsme s'oppose au désintéressement, l'ambition s'oppose à l'amour. La lutte est intérieure en Amy ou en Leicester. Elle oppose aussi l'irréaliste Tressilian, qui n'est qu'amour et désintéressement, à un monde qui se moque de lui et qui le rejette. Varney au contraire, qui ne connaît que l'égoïsme et l'ambition, a sa place dans ce même monde.

## Accueil
Le succès est immédiat, tant auprès des lecteurs que des critiques. Les seules réserves proviennent de deux commentateurs trouvant la fin trop tragique, et surtout du British Review qui juge le livre ennuyeux et mercantile.
Depuis, le succès public ne s'est pas démenti. Mais les critiques, dit Henri Suhamy, sont maintenant partagés : certains trouvent le livre brillant, d'autres faible. Suhamy fait partie de ces derniers. Il reproche à Scott d'avoir déformé la situation dramatique proposée par l'Histoire, de l'avoir compliquée pour la rendre fertile en rebondissements, d'en avoir fait un mélodrame, c'est-à-dire d'avoir utilisé à des fins pathétiques les ressources de la comédie (enchevêtrement de situations absurdes : « malentendus, quiproquos, méprises, déguisements, fausses identités, mensonges en chaîne », et surtout décalage systématique entre l'aveuglement du personnage et la connaissance qu'a le lecteur de sa situation).

## Éditions en français

### Premières traductions
- Kenilworth, traduit de l'anglais par le traducteur des romans historiques de sir Walter Scott ; précédé d'une notice historique sur le château de Kenilworth et sur le comté de Leicester, Paris, Gabriel-Henri Nicolle, Ladvocat, 1821, 4 vol in-12. Selon Joseph-Marie Quérard, le traducteur est Auguste-Jean-Baptiste Defauconpret, dont le nom ne figure pas non plus sur la réimpression de 1822. Il n'apparaît qu'en 1826[38].
- Kenilworth, trad. Fanny Angel Collet, Paris, Lerouge, 1821, 4 vol in-12[39].
- Le Château de Kenilworth, trad. Jacques-Théodore Parisot, Paris, Corréard, 1821, 4 vol in-12[40].

### Édition récente
Kenilworth, trad. Defauconpret, Paris, Phébus, 2009.

## Adaptations
- Eugène Cantiran de Boirie et Henri Lemaire font représenter le 23 mars 1822, au théâtre de la Porte-Saint-Martin à Paris, Le Château de Kenilworth, mélodrame en trois actes[42].
- Le roman de Scott inspire l'opéra-comique en trois actes Leicester ou le Château de Kenilworth, première collaboration du librettiste Eugène Scribe et du compositeur Daniel Auber, représenté le 25 janvier 1823 à l'Opéra-Comique, à Paris[43].
- Victor Hugo fait représenter le 13 février 1828, au théâtre de l'Odéon à Paris, Amy Robsart : drame en cinq actes et en prose tiré du Château de Kenilworth, roman de sir Walter Scott[42]. La pièce est très mal reçue[44].